# Schunk Sintermetalltechnik GmbH
Schunk Sintermetalltechnik GmbH (англ. Schunk Sinter Metals)  — производитель деталей автомобилестроения методом порошковой металлургии. Входит в состав корпорации Schunk GmbH со штаб-квартирой в Хойхельхайме в Гессене Германия. Является одним из крупнейших в Германии предприятий в своей сфере. Изготавливает детали, например, для БМВ.

## История компании
- 1913 — Людвиг Шунк (Ludwig Schunk) вместе с техником Карлом Эбе (Karl Ebe) основывает фабрику угольных щеточек Schunk & Ebe OHG в Фульде (Фульда, Германия).
- 1918 — предприятие переводится в производственные помещении в Хойхельхайме в Гессене. Основная продукция — держатели для угольных щеток, продукция из углерода для механических деталей, а также первые образцы продукции порошковой металлургии.
- 1947 — после смерти Людвига Шунка Ludwig-SCHUNK- Stiftung e.V. (Фонд Людвига Шунка) принимает на себя управление всей группой компаний Schunk. Внутри страны и за рубежом возникают дочерние общества и холдинги.

## Продукция компании
В настоящее время компания специализируется на выпуске деталей с использования метода литья металлического (или комбинированного) порошка под давлением — MIM (Metal Injection Moulding) — с использованием различных рецептур порошка (в зависимости от необходимых параметров конечного изделия), различных сложных геометрических форм, широкого диапазона размеров изделия. Способ производства предусматривает отказ от окончательной механической обработки готовой продукции из-за минимизации геометрических отклонений готовой детали за счет особенностей технологических процессов при использовании литья и прессования металло-порошковых компонент. 

Используемые компанией процессы MIM открывают возможности объединить или скомбинировать материалы и формы, ранее невозможные при использовании традиционных методов литья и прессовки однородных материалов.

## Научные исследования
Компания Schunk Sintermetalltechnik GmbH с момента своего основания не прерывает исследования в следующих областях научно-практических знаний:
- оптимизация легирования сплавов и процессов их термообработки;
- увеличение плотности материалов, их прочности и износостойкости при использовании процессов горячего прессования и высокотемпературного спекания.

В дополнение к этим темам компания активно проводит исследования в следующих наукоемких областях :
- исследования в области сокращения веса при использовании алюминиевых компонентов для деталей и механизмов автомобильной промышленности;
- исследование и разработка материалов, стойких при использовании их при высоких температурах.

Тормозная лента производства Schunk Sintermetalltechnik GmbH стала лауреатом премии EPMA (Европейская ассоциация порошковой металлургии) 2008 года за достижения в области порошковой металлургии. 

Завод в Тале использует прессы с усилием от 150 до 1500 тонн и изготовляет крупногабаритные изделия по технологии металлопорошкового литья. 

Завод в Тале сертифицирован по стандарту DIN EN ISO 9001:2008 системы управления качеством продукции и по международным техническим условиям требований для компаний, занятых в производстве автомобильных комплектующих ISO/TS 16949:2002.